# Janville (Eure-et-Loir)
Janville foi uma comuna francesa na região administrativa do Centro, no departamento de Eure-et-Loir. Estendia-se por uma área de 12,19 km². Em 2010 a comuna tinha 2 621 habitantes (densidade: 215 hab./km²).
Em 1 de janeiro de 2019, passou a formar parte da nova comuna de Janville-en-Beauce.